# Liste des épidémies de peste

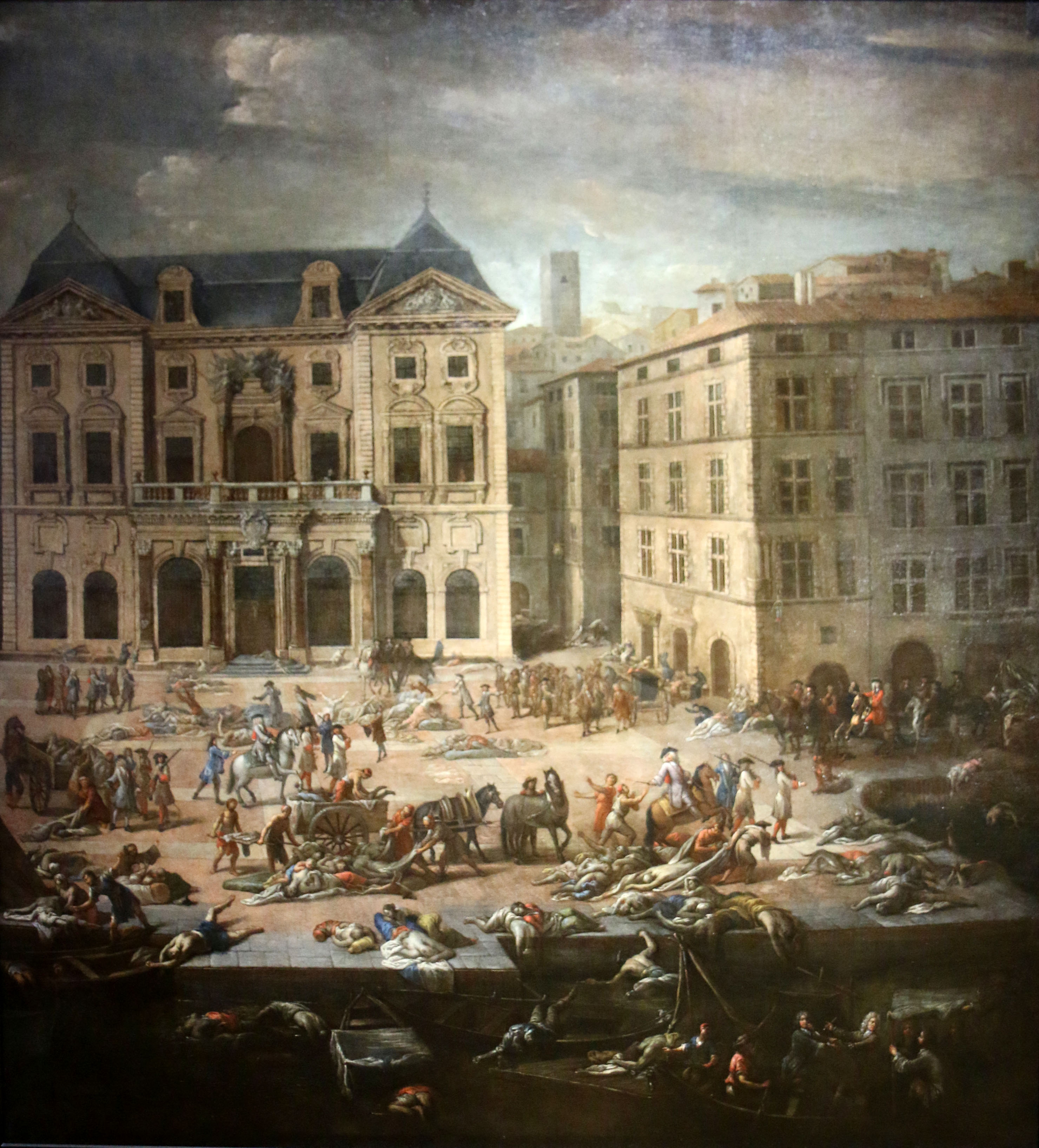
Peste de Marseille (1720).

La peste sous ses deux formes (bubonique et pulmonaire) est une maladie grave, le plus souvent mortelle, provoquée par la bactérie Yersinia pestis et responsable de plusieurs dizaines (voire centaines) de millions de morts depuis l'Antiquité lors de grandes épidémies. La peste pulmonaire, hautement contagieuse, est propagée par expectoration (l'individu infecté tousse).
Jusqu'au XIXe siècle, d'autres grandes épidémies comme celles de choléra, de dysenterie, de charbon ou de fièvre hémorragique virale, ont parfois été désignées à tort comme des épidémies de peste par ceux qui les ont subies ; on parlait éventuellement de maladies pestilentielles. De nouvelles recherches en paléobiochimie moléculaire ont permis de confirmer la présence du bacille Yersinia pestis pour la peste noire et pour la peste de Justinien. La bactérie a été identifiée formellement dans un charnier de peste de 1722 à Marseille (France).
La peste, la dysenterie et le typhus ont tour à tour été évoqués pour la mort de Louis IX, mais des analyses publiées en 2019 montrent que le roi était gravement atteint de scorbut, et peut-être de bilharziose qui ont fort probablement causé sa mort le 25 août 1270 lors de la huitième croisade.
Les épidémies de pestes sont regroupées en trois pandémies d'importance mondiale :
1. La première pandémie est la peste de Justinien (541-767).
2. La deuxième pandémie commence par la peste noire (1348-1352) et se répercute jusqu'à la première moitié du XIXe siècle.
3. La troisième pandémie débute vers la fin du XIXe siècle.

## Néolithiqueet âge du bronze
Un génome de bactérie Yersinia pestis a pu être reconstitué à partir d'un prélèvement sur un squelette âgé d'environ 5000 ans, celui d'un chasseur-cueilleur de l'époque néolithique retrouvé à Riņņukalns en Lettonie. Grâce à l'analyse phylogénétique on estime que Yersinia pestis s'est distinguée de Yersinia pseudotuberculosis il y a environ 7400 ans. La découverte de Rinnukalns doit toutefois moins correspondre à une épidémie qu'à une contamination individuelle, peut-être depuis un castor. D'autres découvertes attestent de la présence d'un lignage de Yersinia pestis en Grande-Bretagne il y a 4000 ans et en Asie il y a 3200 ans. La gravité de la maladie causée par ce lignage reste difficile à juger mais sa transmissibilité semble bien attestée.

## Égypte pharaonique
Si les origines de la peste sont souvent situées en Asie centrale, Eva Panagiotakopulu a proposé d'en chercher les origines dans l'Égypte pharaonique sur la base de descriptions médicales datant de cette époque et d'indices archéozoologiques (présence de rats noirs et de puces à Amarna).

## Vesiècleav. J.-C.
- -430 : la peste d'Athènes
Des doutes subsistent encore sur la véritable nature de cette épidémie qui sévit de -430 à -426. L'hypothèse la plus probable est que la ville fut frappée par le typhus ou fièvre typhoïde et qu'elle perdit le tiers de sa population.
À propos de la grande peste d'Athènes, la formule de La Fontaine « Ils n'en mouraient pas tous, mais tous étaient frappés » convient parfaitement pour résumer les effets délétères de la peste : elle ne tue pas toute la population, mais affecte, très gravement, toute une communauté, lorsqu'elle s'abat sur elle.
Périclès fut une de ses victimes.

## IVesiècleav. J.-C.
Cinquante ans plus tard (-395) la peste parut en Sicile parmi les Carthaginois qui faisaient le siège de Syracuse mais ses ravages furent limités. Diodore de Sicile en fait état.

## IIesiècleav. J.-C.
- En l'an 125 av. J.-C., la peste dite d'Orose ravage les côtes septentrionales de l'Afrique à la suite d'une invasion de criquets[6],[7],[8],[9],[10].

## Iersiècle
- En 81, l'empereur romain Titus meurt de la peste. Il participait lui-même aux secours, et approchait donc les malades. La forme de peste à laquelle il a succombé est très peu documentée, car les sources historiques de cette période sont rares.

## IIesiècle
- 165-170 : peste antonine

À partir de 165 l'empire romain, alors dirigé par Marc Aurèle, connaît une épidémie de grande ampleur qui semble s'être répandue sur la plus grande partie de l'empire depuis les provinces orientales. Cette épidémie, souvent appelée « peste antonine » ou « peste galénique », est le plus souvent assimilée à la variole. Elle fit des ravages jusque dans les années 170, et semble avoir frappé à nouveau Rome durant le règne de l'empereur Commode. Le célèbre médecin Galien est le témoin de cette épidémie, qui est aussi décrite par des auteurs plus tardifs. Les conséquences de cette épidémie et l'ampleur de son impact sur l'économie et la démographie de l'empire sont assez discutées. Les pertes humaines sont estimées à 5 000 000, soit 10 % de la population de l'Empire romain d'alors.

## IIIesiècle
- 251-260 : Peste de Cyprien[12] dans l'empire romain sous le règne de l'empereur Trajan Dèce.
Venue d’Éthiopie, cette épidémie (peut-être de typhus[13] ?), affecte une partie de l’Afrique du Nord et la totalité de l’Europe occidentale. Cyprien y voit une « vengeance divine »[note 2].

## Première pandémie:VIesiècle
- 541 : Peste de Justinien - Elle sera suivie de près de quinze épidémies jusqu'en 767. Les pertes humaines sont estimées de 25 à 50 millions d'individus (Pour ce qui concerne l'Europe).
  - En 549 : à Arles ; citée par Grégoire de Tours (cette province est cruellement dépeuplée).
  - En 567 : à Clermont ; citée par Grégoire de Tours (un certain dimanche, on compta 300 cadavres dans la cathédrale).
  - Entre 575 et 579 : à Rome, Benoît Ier ou Bonose, pape romain soulage de tout son pouvoir[Quoi ?] la ville désolée par la peste et la famine.
  - En 588 : un bateau en provenance d'Espagne apporte la peste à Marseille.
  - Entre 585 et 590 : en Provence ; en 588, l'épidémie emporte l'archevêque d'Arles Licerius (586 -+ 588.)
  - Entre 588 et 591 : en Gaule.
  - Entre 589 et 590 : à Rome ; en 589, la peste de Justinien frappe lourdement Rome et lorsque le pape Pélage II, atteint à son tour, meurt le 8 février 590, la terreur des Romains est à son comble.

## Début de la deuxième pandémie:XIVesiècle
- 1347 : la peste noire envahit toute l'Europe. Elle arrive dans des navires de commerce en provenance de la péninsule de Crimée sur les rives de la Mer Noire où les Tatars, qui en étaient porteurs, assiégeaient le comptoir marchand génois de Caffa. Les Tatars de la Horde d'Or sont issus des invasions turco-mongoles de 1237-1242, venues d'Asie à la suite de l'expédition guerrière de Gengis Khan. Les bateaux infestés accostent dans les ports de Constantinople et de Messine en Sicile, la maladie gagne l'Italie et Marseille puis se propage très rapidement dans l'Europe entière. En cinq ans, cette pandémie fait 25 millions de victimes humaines sur une population totale d'environ 75 millions d'habitants. Un tiers des Européens[14],[15]. Aussi, de nombreux historiens évoquent au moins 50 % d'Européens morts de la peste en cinq ans.

- 1348 : Quimper, Laparade, arrivée de la Peste noire en Toscane[16], Paris (Peste noire qui dure deux ans), Caen (fin de l'épidémie en janvier 1349), Reims
- 1349 : Strasbourg - peste décrite dans les Chroniques de Closener.
- 1363 : Puymirol.
- 1398 : Arles - peste décrite dans les chroniques de l'arlésien Bertrand Boysset ; l'épidémie dura du 1er avril 1397 à janvier 1399[note 3].

## XVesiècle
- 1412 : Quimper
- 1428 : Paris
- 1437–1438 : Paris
- 1450 : Arles, Salon — Mort de l'archevêque d'Arles Louis Aleman à Salon-de-Provence le 16 septembre 1450
- 1464 : Italie
- 1466 : Paris
- 1472 : Quimper
- 1477 : Caen
- 1477–1479 : Nord de l'Italie (plus de 40 000 morts)
- 1480 : Quimper
- 1484 : Poitiers, Laval, Le Mans[17], Nantes[18], Caen]
- 1482–1484 : Arles
- 1499 : Paris

## XVIesiècle
- 1501 : Laval, Nantes[17]
- 1507 : prévôté de Châtenois en Lorraine, Montbrison
- 1522 : Nantes[17]
- 1522 : Paris
- 1523 : Nantes[17]
- 1524 : duché d'Alençon, en Normandie
- 1526 : duché d'Alençon
- 1529 : Nantes[17]
- 1530 : Nantes[17]
- 1531 : Paris
- 1532 : Caen
- 1533 : Quimper, en Bretagne
- 1534 : Agen
- 1544 : duché d'Alençon
- 1544 : Paris
- 1545 : Genève, Mexique (Fièvre hémorragique virale)
- 1554 : Argentan, en Normandie
- 1557 : Oran (Algérie)
- 1558 : Amiens, Argentan, Toulouse
- 1559 : Amiens, Saint-Malo, Toulouse
- 1560 : Amiens, Carcassonne, Draguignan, Paris, Rennes, Toulouse
- 1561 : Amiens, Coulommiers, Orléans, Pamiers, Paris, Perpignan, Toulouse
- 1562 : Melun, Paris
- 1564 : Quimper (en Bretagne), Pays de Gex
- 1565 : Quimper (en Bretagne)
- 1567 : Autun, Avallon, Beaune, Dijon, Mâcon, Paris, Troyes, Nantes[17]
- 1568 : Angers, Armentières, Auxerre, Avallon, Besançon, Genève, Nantes, Paris
- 1569 : Auxerre, Avalon, Besançon, Castres, Gap, Nantes
- 1570 : Avesnes, Gap, Nantes
- 1571 : Cambrai
- 1575 : Venise
- 1576 : Milan, Nantes[17]
- 1576 : Mexique (FHV)
- 1579 : on députe des maîtres de santé à Valréas au nord du Comtat Venaissin[19]
- 1580 : Hyères, Arles, voir Peste d'Arles (1579-1581), Avignon et Carpentras et autres villes du Comtat Venaissin[20]
- 1583 : Nantes[17],[18]
- 1585 : La Rochelle
- 1585-1595 : prévôté de Châtenois en Lorraine
- 1586 : Quimper, en Bretagne, Plusieurs lieux du Dauphiné au nord de Grignan, Taulignan, Le Pègue et Venterol[21], Montbrison et Saint-Etienne en Forez
- 1587 : Dauphiné[22], en particulier dans le Bas Grésivaudan et les Chambarans[23]
- 1588 : sud du Dauphiné et nord du Comtat Venaissin[24]
- 1589 : plusieurs lieux non précisés autour de Valréas (Comtat Venaissin)[25]
- 1591 : Provence[26]
- 1592-1593 : Malte[27]
- 1594-1595 : Quimper, en Bretagne
- 1597 : Argentan, Grenoble[28]
- 1598 : Plougastel-Daoulas
- 1599 : Bordeaux, Bordeaux[29]

## XVIIesiècle
- 1602 : La Rochelle, Nantes[18]
- 1603 : Londres
- 1604 : La Rochelle
- 1605 : Saint-Ouen-de-la-Cour, dans le Perche (Normandie)
- 1607 : "peste très grande à Toulouse"[30], Tours[31]
- 1609 : Égypte
- 1610 : Rambervillers en  Lorraine [32]
- 1617 : Lille[33] 8 000 morts d'après des témoignages de l'époque.
- 1619: Caen, Vire et Bayeux[34].
- 1622 : Rennes[35]
- 1622-1623 : Tinchebray, en Normandie
- 1624 : Melun
- 1624-1628 : Lille[33]
- 1625 : Nantes[18]
- 1626 : Rânes, Saint-Martin-des-Champs[36] en Normandie ; Gien, en Orléanais ; Cléder en Bretagne
- 1626, 1627 et 1628 : Melun
- 1627 : Argentan et Sées, en Normandie ; Cléder et Plouescat en Bretagne
- 1627-1638 : Menou [37]
- 1628 : Lyon ; Saint-Etienne ; Saint-Chamond; Argentan et Sées ; Cléder et Plouescat en Bretagne
- 1629 : Lyon ; Saint-Etienne ; Feurs ; Béziers[38], Montpellier, Arles, Valréas (Comtat Venaissin)[39], Moustiers-Sainte-Marie, Gévaudan[40].
- 1630 : Italie du nord, Venise, etc. en Provence; article détaillé  Épidémie de peste en Italie de 1629-1631.
- 1630-1637 : en Lorraine (prévôté de Gondreville, prévôté de Châtenois)
- 1631 : Laparade, Limoges (puis Eybouleuf en 1632)
- 1635 : Reims[41]
- 1635-1639 : La Neuveville, Raon-l'Étape en Lorraine,
- 1636 : Quimper, en Bretagne
- 1636 : Newcastle
- 1636-1637 : Nimegue[42], aux Pays-Bas,
- 1638 : Lyon, Bourgogne[43], Pontoise. Duché de Normandie (Caen, Bully, Argentan...) et duché d'Alençon (Marchemaisons...)
- 1640 : Languedoc[44], Nyons en Dauphiné[45]
- 1641 : Chine
- 1644 : Edimbourg (Écosse)
- 1649 : Halluin (Nord), La Havane, Carthagène des Indes, Séville
- 1650 : Dreux, mort de Jean de Rotrou
- 1652 : Melun, nombreux décès parmi les membres de la Cour de France[46]. Pierrelatte (Dauphiné), Pont-Saint-Esprit (Languedoc), La Palud (Comtat Venaissin)[47]
- 1656: Gênes, Naples, Rome
- 1657 : Boston, Massachusetts
- 1664 : Amsterdam
- 1664-1665 : Toulon[48]
- 1665 : Hyères
- 1665 : Londres - voir Grande peste de Londres
- 1668 : Reims[49]
- 1675-1676 : Épidémie de peste à Malte en 1675-1676, fait 11 300 victimes, soit un quart de la population
- 1679 : Grande peste de Vienne (Autriche) avec près de 30 000 victimes
- 1687 : Boston, Massachusetts
- 1690 : New York

## XVIIIesiècle
- 1710 : Stockholm
- 1713 : Vienne (Autriche)
- 1720 : Marseille et la Provence - voir Peste de Marseille (1720), Peste d'Arles (1720-1721), Peste de 1720 en Provence et Languedoc, Mur de la peste.
- 1721 : Gévaudan : Marvejols, Mende, Saugues, Bédarrides (Comtat Venaissin) et Avignon en septembre - voir Peste de 1720 en Provence et Languedoc.
- 1721 : Boston, Massachusetts
- 1729 : Boston, Massachusetts
- 1738 : Grèce
- 1739 : Boston, Massachusetts
- 1743 : Messine (Italie)
- 1757-1758 : Quimper, en Bretagne
- 1763 : Pittsburgh
- 1771 : Émeute de la peste à Moscou
- 1773 : Saulieu (Bourgogne)
- 1778 : Cadix (Espagne)
- 1793 : Épidémie de peste au Maroc

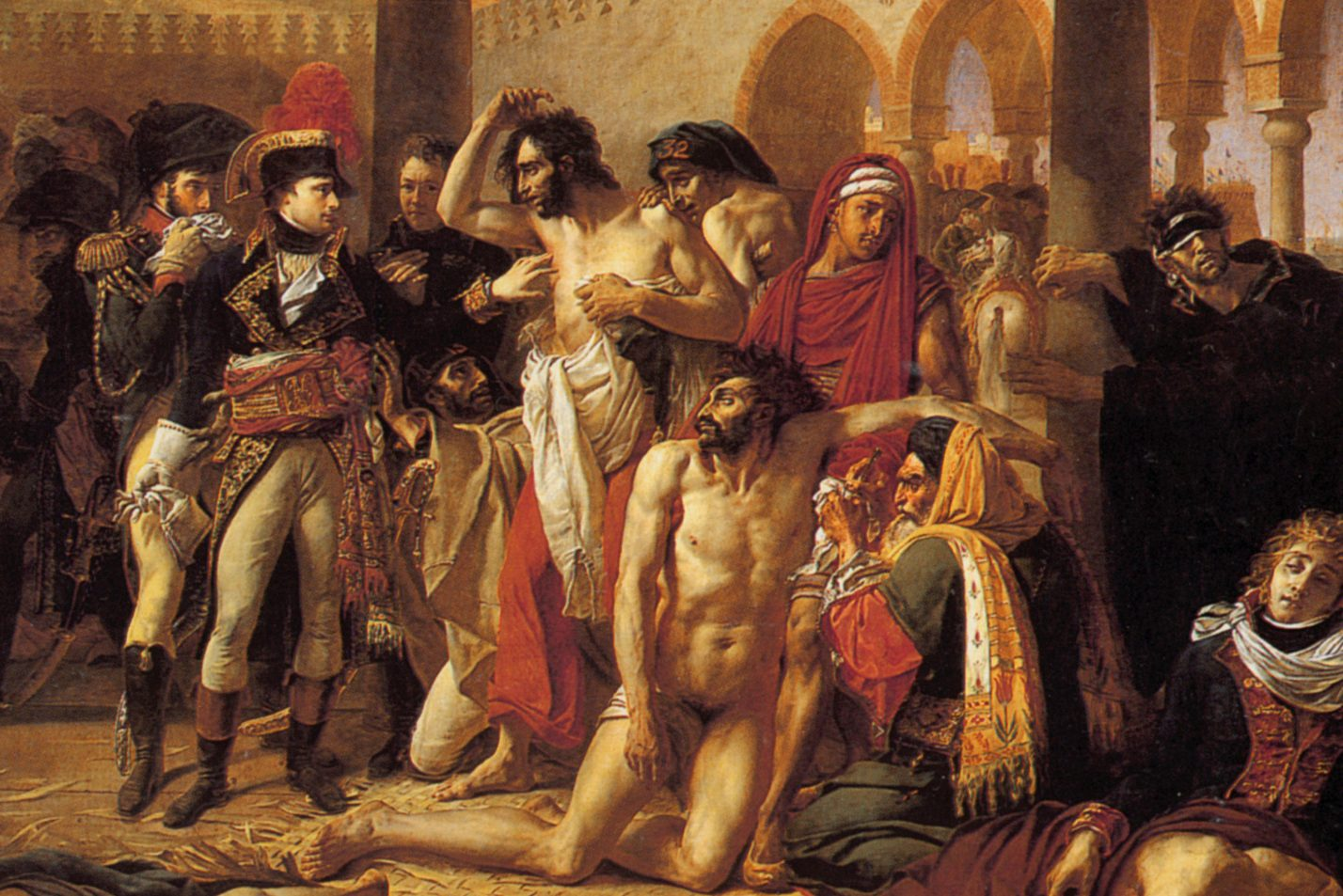
Bonaparte visitant les pestiférés de Jaffa (11 mars 1799), par Antoine-Jean Gros, détail

- 1799 : Jaffa (Palestine)

## XIXesiècle
- 1812 : Épidémie de peste en Égypte
- 1813 : Épidémie de peste à Malte en 1813-1814,
- 1813 : Épidémie de peste en Roumanie
- 1817 : Épidémie de peste en Algérie
- 1820 : peste au nord du Maroc
- 1828 : peste dans les Balkans
- 1834 : Épidémie de peste en Égypte
- 1829-1835 : Épidémie de peste en Iran. Fin de la deuxième pandémie de peste.
- 1894 : début de la Peste de Chine. Début de la troisième pandémie de peste connue.

C'est à cette époque que le docteur Yersin découvre le bacille de la peste à Hong Kong et expérimenta par la suite son sérum (qui n'est pas un vaccin contre la peste), ce qui constitue le début de l'éradication efficace de cette maladie, sauvant ainsi de nombreuses vies et populations.

## XXesiècle
- 1900 : 35 cas de peste bubonique à Glasgow ; transmise directement d'humain à humain, sans transition par les rats[50].
- En 1900-1902, à Marseille, en 18 mois, 10 navires avec cas de peste à bord sont placés en quarantaine au Frioul. 33 cas de peste sont soignés au lazaret de l'île, 6 décès.
- En 1900-1904 l'épidémie de peste de San Francisco fait 119 victimes.
- En 1904-1905, à Chicago.
- En 1903, en Inde.
- En 1910/1911, la Mandchourie dénombre plus de 50 000 victimes.
- En 1919, entre la mi-août et la mi-septembre, mini-épidémie de peste à Marseille, le diagnostic de peste étant confirmé 26 fois, 5 décès étant à déplorer[51]
- En 1920, 106 cas, dont 34 décès, sont dénombrés en France et en mai dernière épidémie de peste qu'a connu Paris, elle fait 34 morts dans la capitale et en proche banlieue (notamment vers Clichy et Saint-Ouen)[52]
- La même année, à Marseille, dans le même milieu des chiffonniers (quartier Saint-Lazare, puis quartier d'Arenc), 62 cas sont détectés, entraînant 21 décès[53].
- En 1931, jusqu'à 1938, 1 200 cas de peste en Égypte.
- En 1942, le Japon a utilisé, entre autres, la peste comme arme bactériologique lors de la guerre contre la Chine (voir Unité 731)[54].
- En 1945 : dernière épidémie de peste à Malte ; dernière épidémie de peste en France (13 cas dont 10 décès à Ajaccio en Corse).
- En 1952, lors de la  guerre de Corée, la Corée du Nord accuse les États-Unis de répandre plusieurs germes épidémiques, dont la peste.
- En 1988 réémergence de la peste à Madagascar. En 1997 à la date du 30 octobre, 2 158 cas sont déjà déclarés avec 283 cas confirmés par la bactériologie, 121 décès dont 42 confirmés[55].
- En 1991 en Tanzanie[56].
- En 1992 en Birmanie[56].
- En 1994 à Surat, en Inde après 30 ans de répit (876 cas dont 54 décès). Et aussi au Mozambique après plus de 15 ans qui s'est propagée au Zimbabwe et au Malawi. Presque au même moment, une épidémie sans lien apparent est survenue au Pérou[56].
- En 1997 en Jordanie après 80 ans de répit[56].
- On signale une dizaine de millions de morts en Inde pendant toute la première moitié du XXe siècle.

## XXIesiècle
- En 2003, une épidémie se déclare dans la banlieue d'Oran en Algérie[57], après 50 ans de répit[56].
- En 2004 et 2006 en République démocratique du Congo[56].
- En 2009 dans la province du Qinghai, en Chine du Nord-Ouest
- En 2013, une épidémie se déclare à Madagascar en novembre, près de la localité de Mandritsara (nord). Le 12 décembre 2013, cinq districts de l'île (sur 112) sont touchés par la peste pulmonaire qui a déjà fait 39 victimes à ce jour[58]. La peste est endémique à Madagascar, qui voit chaque année 200 à 700 cas suspects cliniques, principalement de la peste bubonique, et principalement dans les zones rurales des Hautes Terres centrales à plus de 800 m d’altitude[59].
- En 2014, une épidémie se déclare à Yumen, en Chine, après la mort d'un homme ayant découpé une marmotte pour nourrir son chien, qui mourut juste avant son maître, ce qui entraîna la mise en quarantaine de 151 personnes et la fermeture de la ville le 18 juillet 2014[60],[61].
- En 2015, une petite fille se voit infectée dans un camping populaire à Yosemite, Californie. Cependant elle est vite guérie[62].
- En 2017, une épidémie se déclare à Madagascar[63].